# Лемминги
Ле́мминги — группа из нескольких родов подсемейства полёвковых (Arvicolinae) семейства хомяков (Cricetidae) отряда грызунов. К леммингам близки пеструшки. Лемминги питаются семенами, листьями и корнями. В спячку они не впадают и поэтому летом припрятывают еду в расщелинах земли, а зимой роют в снегу ходы и отыскивают свои запасы. Лемминги весьма плодовиты, у самки бывает от 3 до 4 помётов в год, в каждом по 5—6 детёнышей.

## Внешний вид
У всех леммингов плотное телосложение, короткие лапы и хвост, маленькие, скрытые в меху уши. Длина тела 10—15 см, длина хвоста — до 2 см, масса животного — 20—70 г.
Окраска одноцветная, серовато-бурая или пёстрая. У копытных леммингов зимой мех сильно светлеет или белеет, а когти средних пальцев передних лап сильно разрастаются, образуя некоторое подобие лопатки, так называемое «копытце». При этом разрастание происходит как за счёт увеличения самого когтя, так и из-за разрастания ороговевших подушечек пальцев и подошвенных пластинок, в результате «копытце» оказывается вильчато-раздвоенным на конце.

## Образ жизни и питание
Лемминги питаются так же, как хомяки и полёвки. Досконально известен их пищевой ассортимент: осока и зеленые мхи, ягель и грибы, сезонным кормом для них становятся ягоды и насекомые.

## Социальная структура и размножение
Как правило, ведут одиночный образ жизни. Для некоторых видов леммингов зимой характерна скученность в гнездах; в бесснежный период у самок с выводками часто выражена территориальность, а самцы беспорядочно передвигаются в поисках пищи. Самка приносит в год до шести помётов в среднем по 5-6 детёнышей; при обилии кормов лемминги размножаются даже под снегом. Молодые самки могут принести свой первый приплод в возрасте всего 2-3 месяцев. Самцы половой зрелости достигают на 6—8-й неделе. Продолжительность жизни — 1—2 года. От количества леммингов зависит благополучие большинства хищников тундры (горностай, песец, белая сова, мохноногий канюк, кречет).

## Заблуждение о самоубийстве леммингов
Очень распространено представление о возникающем раз в несколько лет массовом самоубийстве леммингов. Считается, что в отдельные годы, когда численность леммингов очень резко возрастает, зверьки следуют друг за другом или за одним из леммингов — «проводником» — к пропасти либо к берегу реки, озера, моря, где и гибнут. На самом деле лемминги не являются стадными, стайными или общественными животными, они перемещаются каждый сам по себе и не следуют за вожаками. Миф о групповом самоубийстве леммингов восходит ещё к XVIII веку, когда учёные заметили внезапные сокращения популяций леммингов, не находя объяснения наблюдаемым колебаниям численности. Например, Бюффон приводит несколько версий их гибели: 1) они бросаются в море; 2) давятся на деревьях; 3) поедают друг друга; 4) их как-то уничтожает молодая весенняя трава. В 1908 году английский писатель, журналист, просветитель Артур Ми решил, что гипотеза «массового самоубийства» объясняет колебания численности и опубликовал её в своей детской энциклопедии, представив как установленный факт, без оговорки о том, что это лишь предположение.
Впоследствии такая версия широко распространилась после выхода фильма «Белая пустошь», где сцена массового самоубийства леммингов была полностью постановочной, а не снятой как реально наблюдаемое в живой природе явление.
Колебания численности леммингов, по-видимому, связаны с возможностью чрезвычайно быстро размножаться, которая обычно связана с благоприятными погодными условиями и обилием пищи — «урожайным» годом раз в несколько лет, что может объясняться отсутствием заморозков и достаточным количеством осадков летом. В «неурожайный» же год осенью лемминги вынуждены лихорадочно искать себе пищу. Они начинают поедать даже ядовитые растения, а временами нападают на более крупных животных. Поиски пищи вынуждают леммингов совершать массовые миграции по огромным территориям. Обычно они двигаются поодиночке, массовые их скопления наблюдаются только у водных преград. Часть леммингов при форсировании потоков и водоёмов тонет, хотя в целом они неплохо плавают.
Рост количества леммингов увеличивает и популяцию питающихся ими хищников, в том числе песца, горностая, белой совы. Когда популяция леммингов невелика, этим птицам и зверям приходится искать другую добычу. Белая сова даже не откладывает яйца, если леммингов недостаточно, чтобы прокормить птенцов, а песцы массово покидают тундру и отправляются охотиться в леса. Таким образом, жизненный цикл многих полярных животных зависит от численности этого небольшого грызуна.

## Хозяйственное значение
Лемминги — основная пища песца и многих других хищных полярных животных, в том числе и птиц. Переносят возбудителей ряда вирусных и других инфекционных заболеваний, в частности геморрагической лихорадки, туляремии.

## Виды леммингов в России
В России обитают 5—8 видов, распространённых от Кольского полуострова до Чукотки и Дальнего Востока:
- Лесной лемминг (Myopus schisticolor).

Длина тела 8—13 см; масса 20—45 г. Окраска черновато-серая, со ржаво-коричневым пятном на спине. Распространён по таёжной зоне от Скандинавии до Камчатки и северной Монголии; водится на севере Европейской части России. Селится в хвойных и смешанных лесах с обильным моховым покровом. Питается преимущественно бриевыми мхами (Bryidae). В дерновинах зелёного мха прокладывает сеть ходов, продолжающихся на поверхности характерными тропинками, ведущими к местам кормёжек. Норы устраивает в корнях деревьев, в моховых кочках или среди замшелых камней. Самки приносят до трёх помётов в год, обычно по 4—6 детёнышей. Продолжительность жизни 1—2 года.
В кариотипе лесного лемминга 32—34 хромосомы; у части самок бывает самцовый набор половых хромосом (XY). Природный носитель возбудителя туляремии.
- Норвежский лемминг (Lemmus lemmus).

Длина тела до 15 см. Окраска спины пёстрая, особенно зимой: от носа до лопаток тянется яркое чёрное пятно; остальная спина желтовато-коричневого цвета с чёрной полоской вдоль хребта. Населяет горные тундры Скандинавии и Кольского полуострова; во время массовых миграций глубоко заходит в лесотундру и отчасти в таёжную зону. Настоящих нор не роет, селится в естественных убежищах. Питается ягелем, зелёными мхами, осоками, злаками, дополнительно — черникой и брусникой. Самки приносят в течение весны и лета до 3-4 помётов по 6—7 детёнышей.
- Сибирский лемминг (Lemmus sibiricus, или Lemmus lemmus sibiricus).

Длина тела 14—16 см; масса 45—130 г. Окраска рыжевато-жёлтая, вдоль спины обычно проходит чёрная полоса; окраску зимой не меняет. Обитает в тундровой зоне России от низовьев Северной Двины на западе до низовьев Колымы на востоке, а также на многих островах Северного Ледовитого океана (Новосибирские, Врангеля). Питается осоками и пушицами, зелёными мхами (зимой составляют до половины корма), иногда поедает тундровые кустарнички. Большую часть года обитает под снегом, в шаровидных гнёздах, сооружённых из листьев и стеблей злаков, или в снежных камерах. В течение года самка приносит 4—5 помётов, от 2 до 13 детёнышей в каждом. Является основным кормовым объектом многих животных Севера — ласки, песца, горностая, белых сов и поморников. Природный носитель возбудителей туляремии, псевдотуберкулёза, геморрагической лихорадки.
Возможный младший синоним вида Lemmus lemmus. Популяции, обитающие от низовьев Северной Двины на западе до низовьев Лены на востоке, предлагается выделить в подвид Lemmus lemmus sibiricus.
- Амурский лемминг (Lemmus amurensis, или Lemmus lemmus amurensis).

Длина тела не превышает 120 мм. Хвост короче задней ступни или равен ей по размеру. Внутренний (первый) палец передней конечности укорочен и имеет уплощенный в боковом направлении коготь ногтеобразной формы, иногда раздвоенный на конце. Подошвы лап покрыты волосами. Летняя окраска тела однообразно коричневая. Вдоль спины проходит чёрная полоса, которая расширяется на голове и в передней части спины, иногда образуя широкое пятно. Нижняя поверхность головы, щёки и бока яркие, ржаво-рыжие. Окраска брюшка также рыжая, но менее яркая. На боковых поверхностях головы через глаз к уху проходит размытая темная полоска. Зимний мех длинный, шелковистый, темно-коричневой окраски с примесью серого и с легким ржавым налетом, продольная темная полоска едва намечена или совсем исчезает. У некоторых особей имеется белое пятно около губ и на подбородке.
- Желтобрюхий лемминг (Lemmus trimucronatus).

- Lemmus nigripes (выделен из состава Lemmus trimucronatus).

- Копытный лемминг (Dicrostonyx torquatus).

Длина тела 11—14 см. Зимой два средних когтя на передних лапах сильно разрастаются, приобретая вильчатую форму. Окраска летнего меха довольно яркая, пепельно-серая с отчётливо рыжеватыми тонами на боках и голове; на зиму белеет. Хорошо выражены чёрная полоса вдоль спины и светлый «ошейник» на шее. Брюхо тёмно-серое.
Распространён в арктической и субарктической тундрах Евразии от восточного побережья Белого моря до Берингова пролива, включая Новую Землю и Северную Землю. Населяет разнообразные места: моховую тундру с карликовой берёзой и полярной ивой по склонам и водоразделам, каменистую тундру, заболоченные торфяниково- и осоково-кочкарниковые участки; избегает лишайниковых тундр. Питается в основном побегами и листьями (ива, берёза), вегетативными частями и ягодами морошки, голубики и др. Характерно летнее запасание кормов в норах. В летний период хорошо выражена территориальность — пара взрослых зверьков занимает вырытую в грунте нору. В зимнее время живут под снегом скученно. Самка приносит 2—3 помёта в год, по 5—6 детёнышей в каждом. Характерны резкие колебания численности, но миграции выражены слабее, чем у настоящих леммингов. Природный носитель возбудителей туляремии, лептоспироза и альвеококкоза.
- Лемминг Виноградова (Dicrostonyx vinogradovi) / Гренландский лемминг (Dicrostonyx groenlandicus)

Грызуны среднего размера. Длина тела до 170 мм. Островной вид рода. Типичная форма открытой тундры. Наибольшая численность известна в дриадово-кустарничковой тундре, особенно по хорошо дренированным её участкам. Динамика численности циклична. Активность полифазная. Питается травянистой и кустарничковой растительностью. Характерны крупные запасы веточного корма. Роет сложные норы-городки. Ведет одиночно-семейный образ жизни. Приносит 2—3 помёта в год, по 5—6 детёнышей. Беременность длится 20 дней. Детёныши прозревают в 10—12 дней. В 14—16 дней появляются из гнездовой норы. Самки территориальны.